# Cygnus NG-19
Cygnus NG-19 è una missione spaziale privata di rifornimento per la Stazione spaziale internazionale, programmata da Northrop Grumman per la NASA nell'ambito del programma Commercial Resupply Services e decollata il 7 novembre 2022.
Il vettore utilizzato è stato un Antares 230+, il quale ha portato in orbita il veicolo cargo Cygnus, costituito in questo caso dalla capsula S.S. Laurel Clark, comprendente il modulo per immagazzinamento pressurizzato costruito da un partner industriale di Orbital ATK, la Thales Alenia Space.
La Cygnus NG-19 è stata la ventesima missione orbitale del veicolo spaziale Cygnus, la diciottesima delle quali avente come cliente la NASA. Cygnus NG-19 faceva parte, in particolare, di un prolungamento del contratto Commercial Resupply Services 2, di cui è stata la sedicesima missione, che prevede un minimo di sei missioni a favore della Northrop Grumman Innovation Systems, da sommarsi alle sei del contratto originario.

## Modulo di servizio
La missione Cygnus NG-19 è stata effettuata con una navetta Cygnus, in particolare con una versione di dimensioni maggiori, chiamata Cygnus PCM, utilizzata qui per la quattordicesima volta. Come nel caso della precedente missione a partire dalla Cygnus NG-11, è stato inoltre utilizzato un sistema di carico che permette di caricare esperimenti tempo-dipendenti anche solo 24 ore prima del lancio, mentre in precedenza il carico doveva essere pronto ben quattro giorni prima.
Come da tradizione della Orbital ATK, e quindi in seguito della Northrop Grumman Innovation Systems, il modulo è stato battezzato S. S. Laurel Clark, in onore di Laurel Clark, un'astronauta statunitense morta nell'incidente dello Shuttle Columbia il 1º febbraio 2003.

## Lancio e svolgimento della missione
La missione è partita il 2 agosto 2023 alle 00:31:14 UTC, a bordo di un Antares 230+, l'ultimo rimasto degli esemplari realizzati in Ucraina e dotati di motori russi, decollato dal sito di lancio numero 0 del Mid-Atlantic Regional Spaceport. Il 4 agosto 2023 il modulo Cygnus, con a bordo la capsula pressurizzata per immagazzinamento costruita dalla Thales Alenia Space, ha raggiunto la ISS e ha iniziato a condurre una serie di manovre per regolare la propria velocità, altitudine e orientazione con quella della stazione spaziale. Dopo aver raggiunto il punto di cattura, alle 9:52 UTC il veicolo è stato preso dal Canadarm2, comandato dall'astronauta statunitense Warren Hoburg con l'assistenza del collega Francisco Rubio, e infine, alle 12:28 UTC, è stato agganciato al modulo Unity.
Il modulo Cygnus della missione è rimasto agganciato alla ISS per circa 140 giorni. Anche se originariamente previsto per ottobre, il distacco è infatti avvenuto solo il 22 dicembre 2023 e il veicolo è stato liberato dal Canadarm2 alle 13:06 UTC dello stesso giorno.
Dopo una serie di manovre atte ad allontanarlo dalla stazione spaziale, il Cygnus ha messo in orbita diversi satelliti CubeSat e, così come accaduto per le precedente missioni NG-13 ed NG-14, non ha effettuato subito il rientro in atmosfera ma è rimasto in orbita per altri 19 giorni (la NG-13 vi rimase altri 19 giorni e la BG-14 ve ne rimase 20), come richiesto dalla NASA, per portare avanti l'esperimento Saffire VI, sesta parte di un esperimento volto allo sviluppo di materiali ignifughi. Una volta terminata la sperimentazione, il 9 gennaio la capsula è rientrata nell'atmosfera terrestre, distruggendosi assieme alle tonnellate di spazzatura in essa caricate durante la sua permanenza attraccata all'ISS.

## Carico
La missione NG-19 ha portato in orbita un carico totale di 3785 kg di materiale, parte destinato all'interno della ISS e parte costituito da altri esperimenti esterni alla stazione spaziale.
In particolare il carico era così composto:
- Carico destinato all'interno della ISS:
  - Esperimenti scientifici: 1128 kg
  - Rifornimenti per l'equipaggio: 1590 kg
  - Hardware per la stazione spaziale: 948 kg
  - Equipaggiamenti per le attività extraveicolari: 52 kg
  - Risorse informatiche: 31 kg

- Materiale non pressurizzato:36 kg

Tra i vari esperimenti scientifici e apparecchiature portati in orbita dalla Cygnus NG-19 si possono citare, tra gli altri:
Innovative Paralysis Therapy Enabling Neuroregeneration (Neuronix): sponsorizzato dall'ISS National Lab, è un esperimento volto a mostrare la formazione di colture neuronali tridimensionali in ambiente di microgravità e a testare una terapia genica sviluppata specificatamente per i neuroni. Tale terapia promette di essere un potenziale trattamento per malattie neurodegenerative come la malattia di Alzheimer e la malattia di Parkinson, tuttavia i modelli tridimensionali su cui testarla non sono ottenibili in un ambiente gravitazionale come quello terrestre, da cui la necessità di realizzare una coltura sulla ISS.
Multi Needle Langmuir Probe (m-NLP): un esperimento dell'Agenzia Spaziale Europea (European Space Agency) volto a monitorare la densità del plasma nella ionosfera con una risoluzione spaziale mai ottenuto prima.
Spacecraft Fire Experiment-VI (Saffire-VI): si tratta della sesta parte di un esperimento volto allo sviluppo di materiali ignifughi e di misure atte a prevenire lo scoppio di incendi sulla ISS. Lo Saffire-VI è iniziato una volta che il modulo Cygnus si è allontanato dalla ISS, usando quest'ultimo come sito in cui esaminare la propagazione di un incendio su diversi materiali e in diverse condizioni ambientali.